# Ivan Kukuljević Sakcinski
Ivan Kukuljević Sakcinski, oppure Ivan Kukuljević-Sakcinski (Varaždin, 29 maggio 1816 – Puhakovec, 1º agosto 1889), è stato uno scrittore, storico e politico croato.

## Biografia

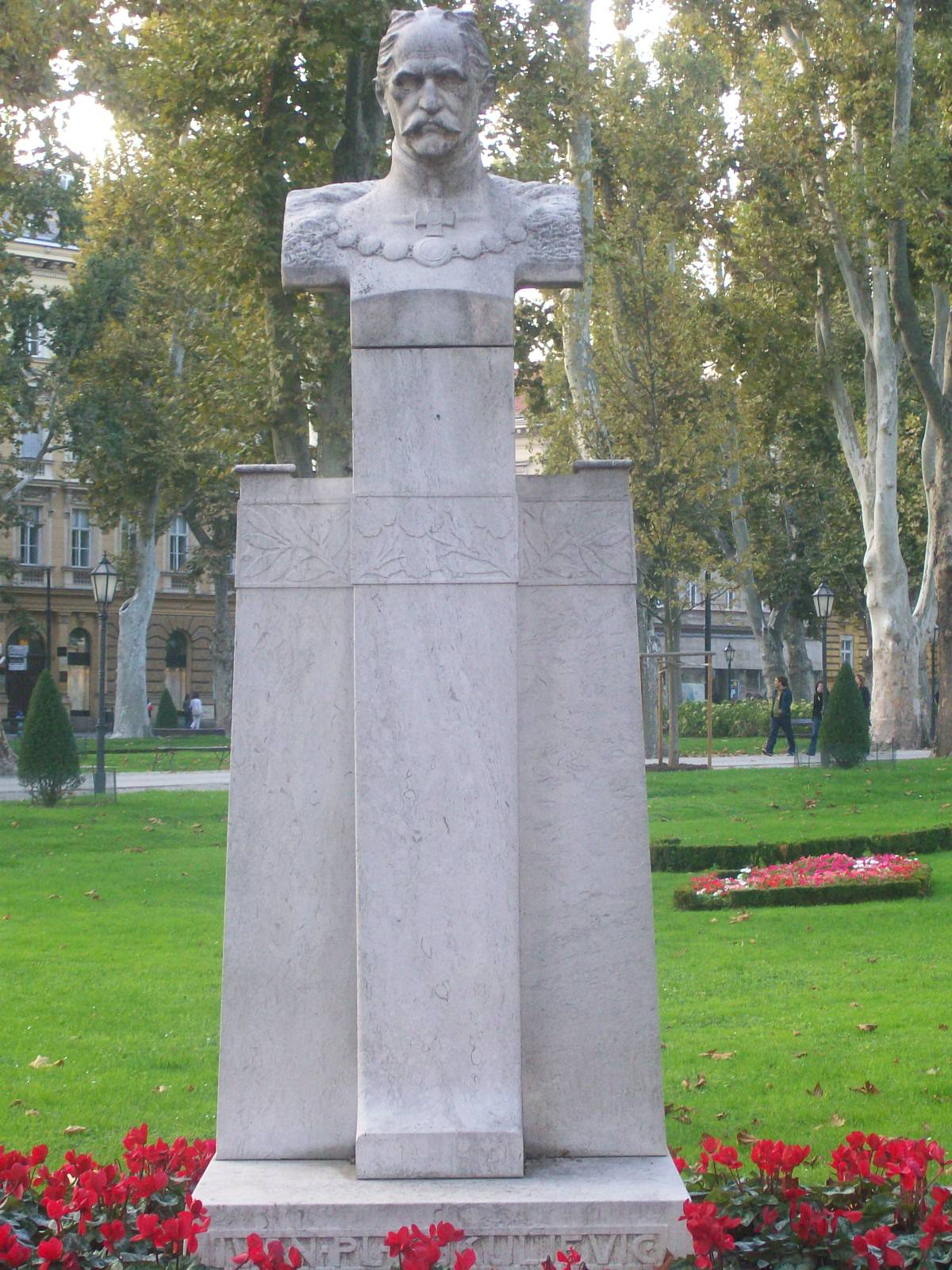
Monumento dedicato a Kukuljević Sakcinski, Zagabria

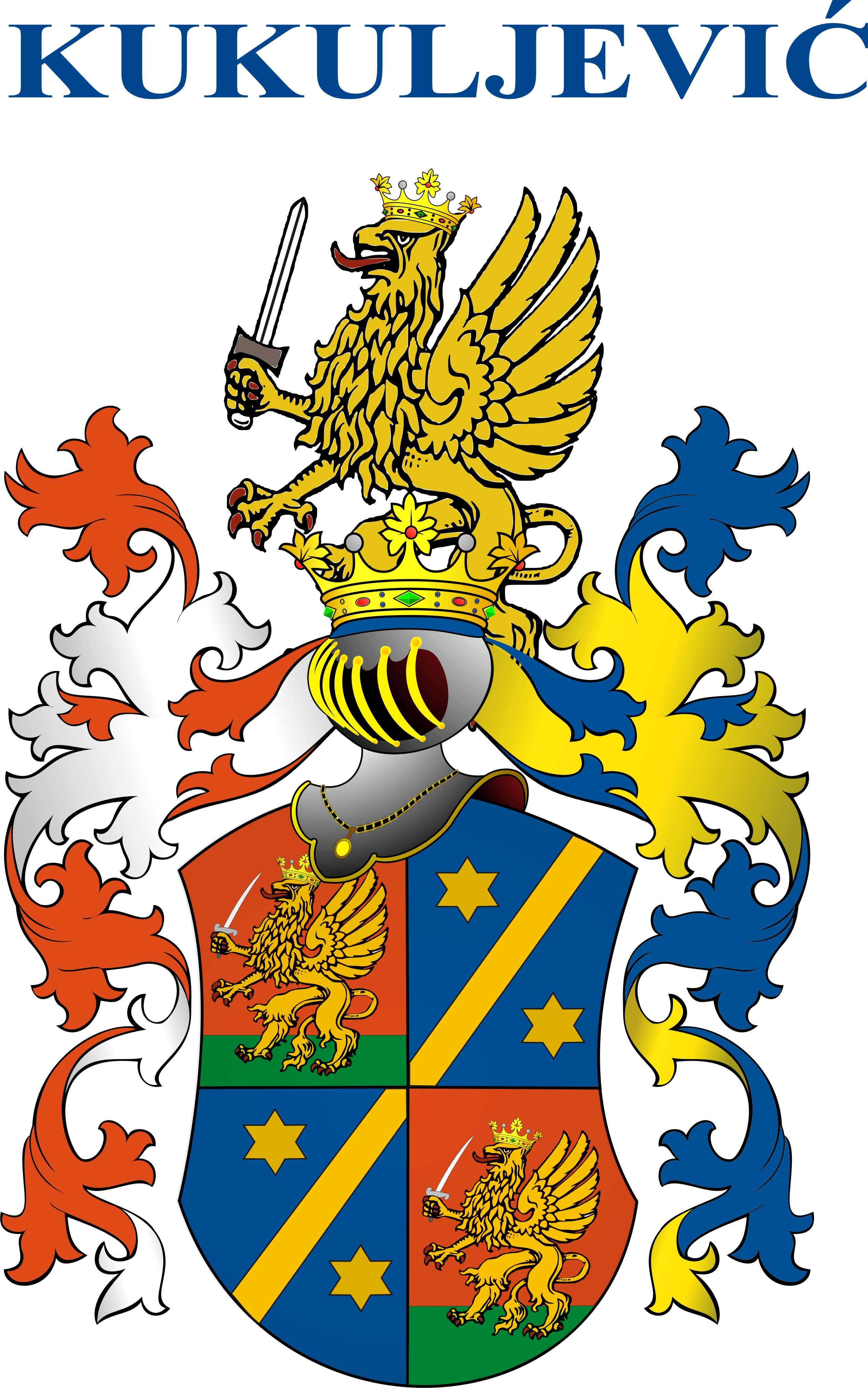
Stemma di Kukuljević Sakcinski

Kukuljevic Sakcinski, di nobile famiglia, svolse la carriera di studi nelle scuole di Varazdin e nell'Università di Zagabria, dove studiò filosofia nel 1833.
Subito dopo sospese gli studi per unirsi alla scuola cadetti a Kroměříž.
Dal 1835 Kukuljevic Sakcinski prestò servizio a Vienna, l'anno seguente diventò ufficiale e nel 1840 fu trasferito a Milano.
A Vienna incontrò esponenti di spicco della rinascita nazionale croata e diventò un esponente principale del movimento illirico.
Lasciò l'esercito nel 1842 e lavorò come giudice nelle regioni di Zagabria e Varaždin.
Nel Parlamento croato Kukuljevic Sakcinski ha tenuto il primo discorso in lingua croata il 2 maggio 1843, chiedendo di utilizzarla come lingua ufficiale nelle scuole e negli uffici croati.
Dopo il suo ulteriore discorso del 23 gennaio 1847, in cui confermò le sue richieste, il Parlamento introdusse la lingua croata come "lingua diplomatica" e lingua ufficiale di uso pubblico.
Nel 1848 Kukuljevic Sakcinski si impegnò per convocare il Congresso slavo a Praga.
Dopo la rivoluzione del 1848 si ritirò temporaneamente dalla politica.
Due anni dopo Kukuljevic Sakcinski fondò la "Società di storia jugoslava" (Društvo povjestnicu jugoslavensku, 1850), di cui fu segretario e presidente.
Dal 1860 lavorò come archivista realizzando un moderno servizio di archiviazione.
Tornò in politica nel 1861, diventando fino al 1867 prefetto della contea di Zagabria, oltre che uno dei fondatori del Partito Popolare Indipendente (1863), in cui si dimostrò concorde con la politica di Ivan Mažuranić.
Fu presidente di Matica hrvatska, istituzione culturale e scientifica, dal 1874 fino alla sua morte.
Dal 1886 Kukuljevic Sakcinski è stato membro onorario dell'Accademia croata delle Scienze e delle Arti.

## Scrittore e storico
Kukuljevic Sakcinski si dedicò all'attività letteraria scrivendo drammi con contenuto storico, come il primo dramma 'illirico' Juran e Sofia (Juran i Sofija, 1839) e Il turcizzato (Poturica, 1867), che ottennero un grande successo; la tragedia Marula (1879); le raccolte di poesie Slavjanka (Slavjanke 1848) e Poesie storiche (Povijesne pjesme, 1874), di argomento patriottico e di stile romantico.
Viaggiò in numerosi Paesi europei, tra i quali, la Bosnia, l'Albania, la Grecia e l'Italia, dal 1854 al 1873, per raccogliere materiale per le opere storiche.
Kukuljevic Sakcinski pubblicò il primo lessico biografico artistico degli slavi del sud in cinque volumi, la prima bibliografia della storia dell'arte nazionale (1858-1860), scrisse monografie e articoli su artisti croati, centri storici e monumenti artistici, tra i quali, Giulio Clovio (Julije Klović, 1847); Događaji Medvedgrada (1854); Andrea Schiavone (Andrija Medulić, 1863).
Come archivista pubblicò l'Archivio per la storia slavo-meridionale (Arkiv za povjestnicu jugoslavensku, 1851-1875).
Come storico pubblicò diverse raccolte di fonti per la storia croata, come Iura regni Croatiae, Dalmatiae et Slavoniae (Prava kraljevstva Hrvatske, Dalmacije i Slavonije, 1861-1862).
Collaborò con numerose riviste, nelle quali con approccio interdisciplinare approfondì la storia del diritto, le relazioni economiche e sociali, le strutture statali e la Chiesa, le tradizioni popolari, la vita quotidiana e gli eventi scientifici e culturali.
Complessivamente Kukuljevic Sakcinski lavorò in numerose discipline: la storiografia, l'archivistica, la bibliografia, la letteratura, l'epigrafia, l'archeologia, l'etnologia, la musicologia e la filologia.
Kukuljevic Sakcinski diede le basi della storiografia moderna croata del XIX secolo.
I suoi lavori sono stati tradotti in ceco, tedesco, francese, polacco, russo, slovacco e sloveno.

## Opere principali
- Juran i Sofija ili Turci kod Siska, junačka igra u trih činih, Zagabria, 1839;
- Pripověsti Ivana Kukuljevića Sakcinskoga, Zagabria, 1842-1843;
- Igrokazi Ivana Kukuljevića Sakcinskoga, Zagabria, 1844;
- Pěsme Ivana Kukuljevića Sakcinskoga: s dodatkom narodnih pesamah puka harvatskoga, Zagabria, 1847;
- Leben des G. Julius Clovio, Zagabria, 1852;
- Dogadjaji Medvedgrada, Zagabria, 1854;
- Prvostolna crkva zagrebačka.: opisana s gledišta povjestnice, umjetnosti i starinah, Zagabria, 1856;
- Izvjestje o putovanju kroz Dalmaciju u Napulj i Rim s osobitim obzirom na slavensku književnost, umjetnost i starine: [s trimi na kamenu tiskanimi slikami] od Ivana Kukuljevića Sakcinskog, Zagabria, 1857;
- Slovnik umjetnikah jugoslavenskih, Zagabria, 1858-1860;
- Borba Hrvatah s Mongoli i Tatari: povjestno-kritična razprava: (sa dodatkom izvornih listinah), Zagabria, 1863;
- Govor Ivana Kukuljevića Sakcinskoga, velikoga župana zagrebačkog, držan u 4. saborskoj sjednici dne 27. studena 1865.: (tiskan po stenografičnom zapisniku, nalogom prijateljah govornikovih), Zagabria, 1865;
- Narodna moralna snaga južnih Slavenah i hrvatske političke stranke, Zagabria, 1865;
- Županija varaždinska i magjaromanija u Hrvatskoj i Slavoniji ; Skopčani dielovi Ugarske (Slavonia-Croatia), Zagabria, 1865;
- Govor Ivana Kukuljevića Sakcinskoga, velikoga župana zagrebačkog, držan u saboru trojedne kraljevine dne 9. veljače 1866. u predmetu odnošajah naprema Ugarskoj: (po stenografičnom zapisniku), Zagabria, 1866;
- Jugoslavenska knjižnica Ivana Kukuljevića Sakcinskoga u Zagrebu, Zagabria, 1867;
- Njekoliko političkih spisah Ivana Kukuljevića Sakcinskoga: (1864-1867), Zagabria, 1867;
- Poturica: drama u 4 čina, Zagabria, 1867;
- Književnici u Hrvatah iz prve polovine XVII. vieka s ove strane Velebita, Zagabria, 1869;
- 29. srpanj 1845.: historička crtica, Sisak, 1870;
- Borba Hrvatah u tridesetoljetnom ratu: (sa slikom generala Izolana), Zagabria, 1874;
- Povjestne pjesme Ivana Kukuljevića Sakcinskoga, Zagabria, 1874;
- Jure Glović prozvan Julio Klovio: hrvatski sitnoslikar: sa tri slike, Zagabria, 1878;
- Zrin grad i njegovi gospodari: [sa rodoslovjem županah i knezovah bribirskih i zrinskih], Zagabria, 1883;
- Beatrica Frankapan i njezin rod, Zagabria, 1885;
- Primanje hrvatskih spisa u Budim-Pešti god. 1849-1851., Zagabria, 1885;
- Glasoviti Hrvati prošlih vjekova: niz životopisa: sa sedam slika, Zagabria, 1886;
- Lucijan Martinov Vranjanin: graditelj XV. vieka, Zagabria, 1886;
- Poviest porodice Draškovića Trakošćanskih: sa slikama grofa Janka i Jurja kardinala Draškovića, Zagabria, 1887.